# Hautzendorf (Gemeinde Premstätten)
Hautzendorf ist eine Ortschaft und Katastralgemeinde der Gemeinde Premstätten in der Steiermark.
Der Ort im Grazer Becken liegt nördlich von Oberpremstätten und besteht zusätzlich aus der Rehwegsiedlung. Der Ort ist in der 2. Hälfte des 20. Jahrhunderts stark angewachsen, sodass der ursprüngliche Ortskern längs der Dorfstraße kaum noch wahrgenommen wird.

## Geschichte
Das früheste Schriftzeugnis ist von vor 1148 und lautet „Huzendorf“. Der Name geht auf den althochdeutschen Personennamen Hutzo zurück.

## Persönlichkeiten
- Berthold Roithner (1897–1967), Bauarbeiter und von 1953 bis 1962 Abgeordneter zum Nationalrat